# أكسيل توانزيبي
أكسيل توانزيبي (بالفرنسية: Axel Tuanzebe) (مواليد 14 نوفمبر 1997) لاعب كرة قدم إنجليزي كونغولي ديمقراطي ، يلعب حاليًا لنادي أستون فيلا معارا من مانشستر يونايتد.
وكان قائد فريق مانشستر يونايتد تحت 18 سنة ، وحصل على جائزة جيمي ميرفي التي يتم منحها لأفضل لاعب في العام.

## مسيرته الكروية

### بداياته
أكسيل تربى في روتشديل ولكنه وُلد في الأساس في جمهورية الكونغو الديمقراطية ، وقد بزغ نجمه بشدة في الأوساط الكروية الشابة في مدينته وقد انضم إلى أكاديمية الشباب في مانشستر يونايتد منذ وقت مبكر للغاية من عمره ، ويعد من أبرز نجوم الفريق الصاعدين حيث تدرج مع جميع الفئات العمرية بالنادي الإنجليزي.

### مانشستر يونايتد
في موسم 2014–2015 ظهر بصورة رائعة مع فريق يونايتد تحت 18 سنة ولم يغب سوى ثلاث مباريات ، وكانت هذه الغيابات نتيجة لتصعيده لفريق يونايتد تحت 21 سنة ، ولكن الأمر الذي سيثير الذهول هو أن كل ذلك حدث وهو لم يتخط السابعة عشر من العمر. صحيح أنه ما زال أمامه بعض الوقت حتى ينضج تمامًا ، ولكنه سوف يصبح لاعبًا في غاية القوة والصلابة من الناحية البدنية. كما أنه يتميز بالسرعة ويملك القدرة على الاحتفاظ بالكرة.

وظهر لأول مرة مع الفريق الأول خلال الجولة 11 من الدوري الإنجليزي الممتاز ضمن تشكيلة الفريق أمام كريستال بالاس ، وكذلك أمام بورنموث في الجولة 16 من الموسم نفسه ولكنه لم يشارك في أي من المبارتين.

وكان أول لاعب يتم ترقيته من قبل لويس فان خال للفريق الأول قبل بورثويك جاكسون وفوسو منساه اللذان كانا على قدر أوفر من الحظ لأنهما شاركا قبله مع الفريق الأول.

## روابط خارجية
- أكسيل توانزيبي على موقع الاتحاد الأوربي (الإنجليزية)
- أكسيل توانزيبي على موقع قاعدة بيانات كرة القدم.إي يو (الإنجليزية)
- أكسيل توانزيبي على موقع ليكيب (الفرنسية)
- أكسيل توانزيبي على موقع Soccerbase.com (لاعب) (الإنجليزية)
- أكسيل توانزيبي على موقع Soccerway.com (الإنجليزية)
- أكسيل توانزيبي على موقع عالم كرة القدم.نت (الإنجليزية)
- أكسيل توانزيبي على موقع AS.com (الإسبانية)